# 藤尾の滝
藤尾の滝（ふじおのたき）は、広島県新市町藤尾に流れる父尾川にかかる滝である。

## 概要
本滝は、藤尾ダムの下流にある滝となっている。
3つの滝でできており、二の滝は落差約23メートルと藤尾の滝の中では最大の落差を誇る滝で、上部で水流が2つに分かれて落ちている分岐爆になっている。
しぶきをあげて落ちる流れは勇壮で、春の新緑、夏の清涼、秋の紅葉など四季折々に美しい景観が見られます。

## 一の滝
落差約12メートルの直爆で滝壷が広く、昔は夏になると地元民が遊泳をしている。

## 二の滝
高さ23ｍ上部で水流が二つに分かれて落ちている分岐爆で藤尾の滝中最大の滝であるが、落石の危険性もあり、現在は滝壷に続く階段は立ち入り禁止となっている。

## 三の滝
落差約8メートルで、こちらは一の滝に比べると滝壷が広く、夏になると子どもたちが飛び込みをしている。

## 周辺
- 藤尾ダム